# Ducatul Pomeraniei
Ducatul Pomeraniei (germană Herzogtum Pommern, poloneză Księstwo Pomorskie) a fost un stat feudal amplasat de-a lungul coastei Mării Baltice, care a avut o capitală în orașul Stettin (astăzi Szczecin în Polonia). A fost fondat în 1478, când ducele Bogislav X (Bogusław X) a primit conducerea sub toate trei state precedente: Ducatul Stettin, Ducatul Stolp și Ducatul Wolgast, iar s-a desființat în 1637, în timpul Războiului de Treizeci de Ani, când a murit Bogislav XIV (Bogusław XIV), ultimul reprezentant al casei Grifit. Numele statului poate apărea ambiguu: deși ducatul s-a numit Pomerania, a cuprins doar teritoriile Pomeraniei Occidentale contemporane.